# Agustín Riganelli
Agustín Riganelli (Buenos Aires, 19 de mayo de 1890-Buenos Aires, 4 de noviembre de 1949) fue un escultor argentino. 

## Biografía
Nació en el barrio de San Cristóbal y tuvo su taller en el barrio de Barracas. No tuvo formación académica, sin embargo, comenzó a trabajar en su adolescencia en tareas relacionadas con la carpintería y la ebanistería, lo que le dio sus primeras herramientas en el desarrollo de su actividad artística como escultor. Incursionó, además, en la pintura y el grabado.
El contexto histórico de la época en la que desarrolló su obra se caracterizó por conflictos como la Semana Trágica y la Patagonia rebelde, provocadas por huelgas de obreros en reclamo de mejores condiciones laborales, y que, finalmente, desencadenarían el golpe cívico militar de 1930; además, la Revolución rusa había repercutido en todo el mundo, inspirando otros movimientos revolucionarios. Riganelli se relacionaba con artistas con los que compartía su ideología política y social, con orientación anarquista o de izquierda y su voluntad de plasmar en sus obras la realidad social de los sectores marginados. A muchos de ellos se les negaba exponer en los salones organizados por la Comisión Nacional de Bellas Artes por no ajustarse a las temáticas aceptadas o bien sus obras eran rechazadas. En respuesta, junto a los pintores y grabadores Adolfo Bellocq, Guillermo Facio Hebequer, José Arato, Abraham Vigo y Santiago Roque Palazzo, conformaron el germen de lo que más tarde se llamaría «Grupo de Barracas» o «Artistas del Pueblo» (también «Escuela de Barracas» y durante un corto periodo «Grupo de los Cinco»).
En 1914 llevaron a cabo el primer Salón de Recusados (o Rechazados) del Salón Nacional; también se sumó a la exposición Quinquela Martín, entre otros.
En 1917 fundaron la “Sociedad Nacional de Artistas Pintores y Escultores”, impulsados por Santiago Stagnaro, con un carácter de fuerza social, en palabras de Riganelli, o de sociedad de resistencia, según Hebequer. En 1918 inauguraron el «Primer Salón de Artistas Independientes, sin jurados y sin premios»; expusieron sus obras una treintena de artistas, entre ellos, Quinquela Martín, el peruano José Sabogal —que se encontraba en Argentina estudiando en la Escuela de Bellas Artes—, José Fioravanti, Gastón Jarry, Ítalo Botti, Luis Perlotti, Adolfo Montero, Ernesto Soto Avendaño y Américo Panozzi.
En 1922 la Cooperativa Artística del Partido Comunista de la Argentina organizó una exposición de arte a beneficio de los afectados por la hambruna en Rusia, coordinada por Riganelli, Emilia Bertolé y José Fioravanti, en la que participaron Bellocq, Arato, Vigo, Jorge Bermúdez, Nicolás Lamanna, Alfredo Gramajo Gutiérrez, Lino Enea Spilimbergo, Guillermo Facio Hebequer, Antonio Pedone, Fortunato Lacámera, Emilio Centurión, Alfredo Bigatti, Ramón Gómez Cornet y Ramón Silva, entre otros, muchos de los cuales no compartían la ideología del PCA pero donaban sus obras para la causa.
Colaboró en la revista Unidad, de la Asociación de Intelectuales, Artistas, Periodistas y Escritores (AIAPE), agrupación con apoyo del Partido Comunista, cuyo primer número apareció en 1936.

## Obras

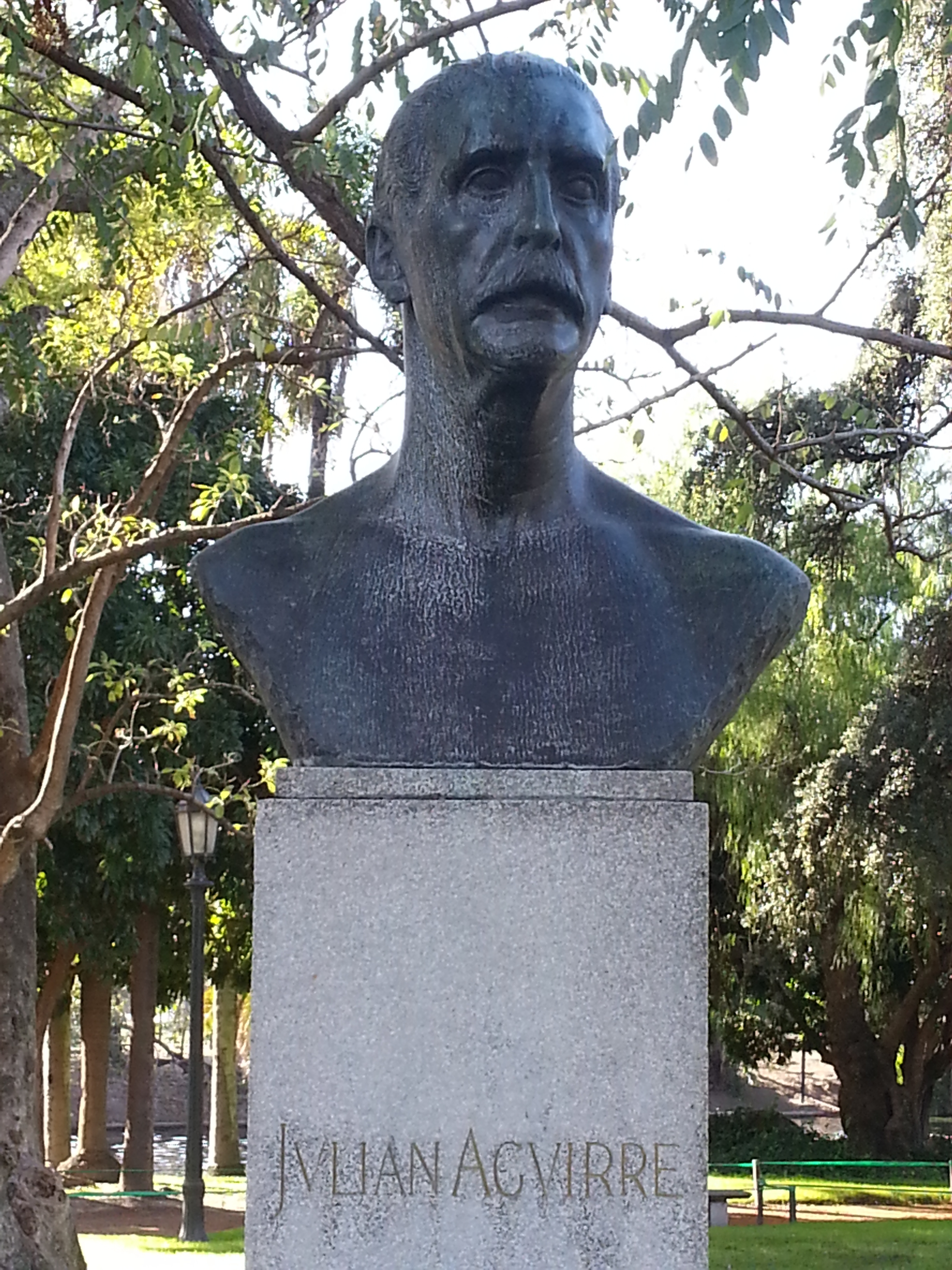
Busto de Julián Aguirre (1922). Escultura en bronce.

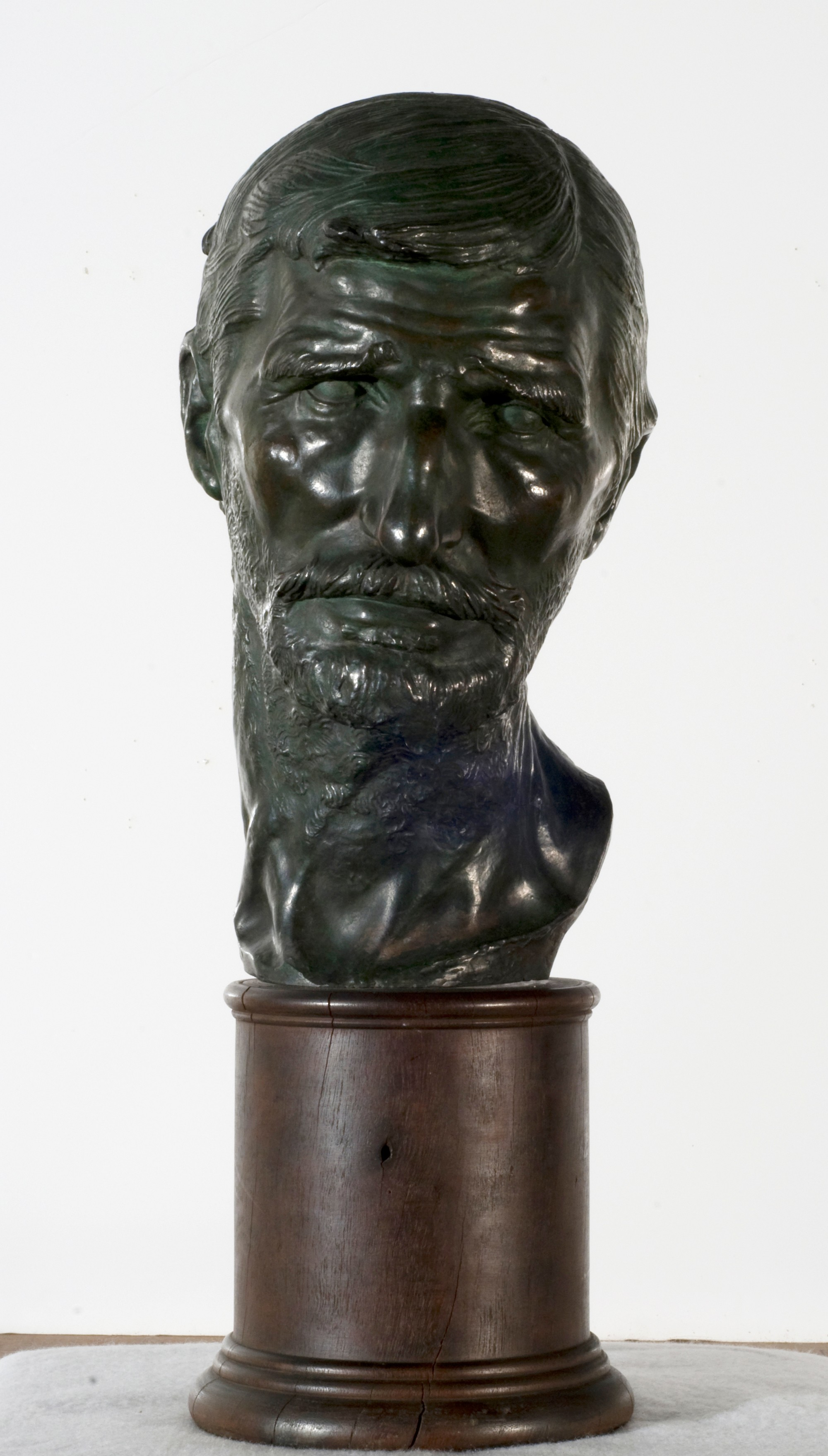
El amargado (c. 1924). Escultura en bronce.

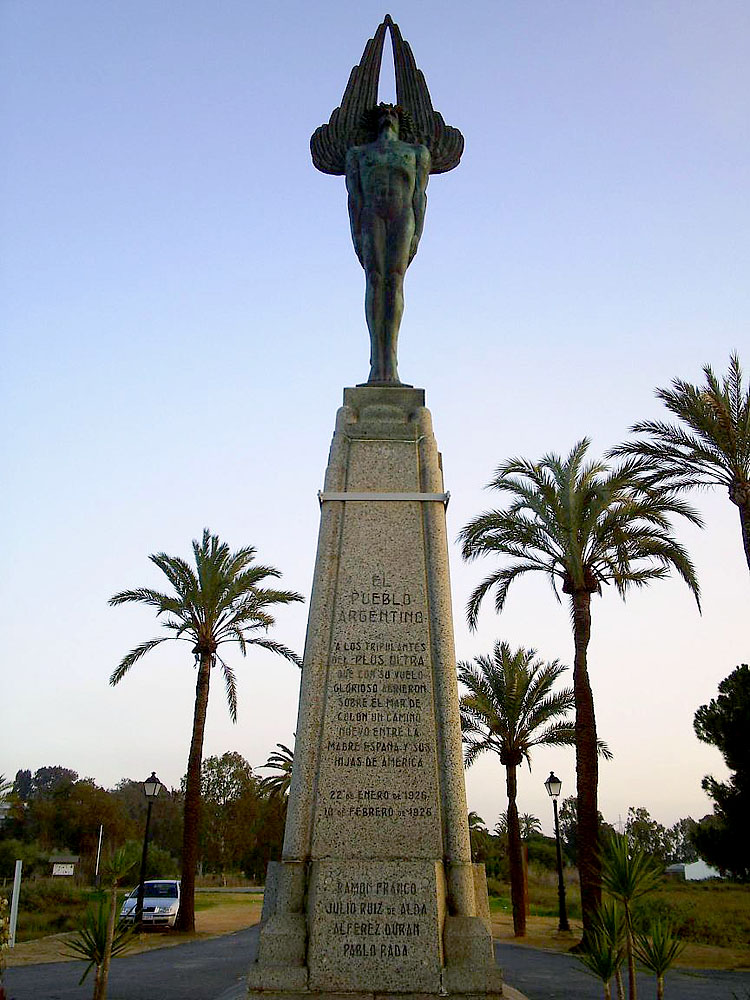
Monumento al Plus Ultra (1929). Escultura en bronce.

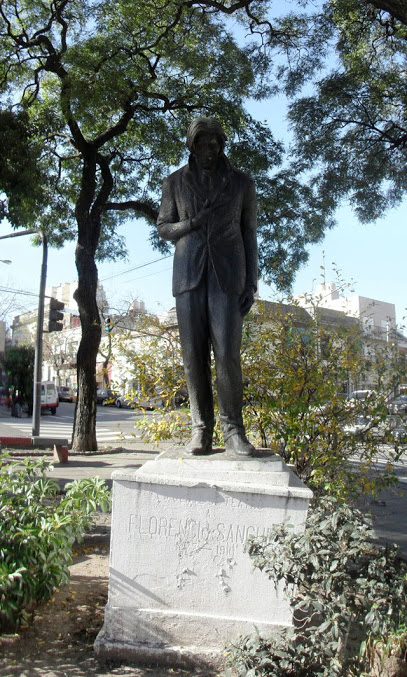
Monumento a Florencio Sánchez (c. 1931). Escultura en bronce.

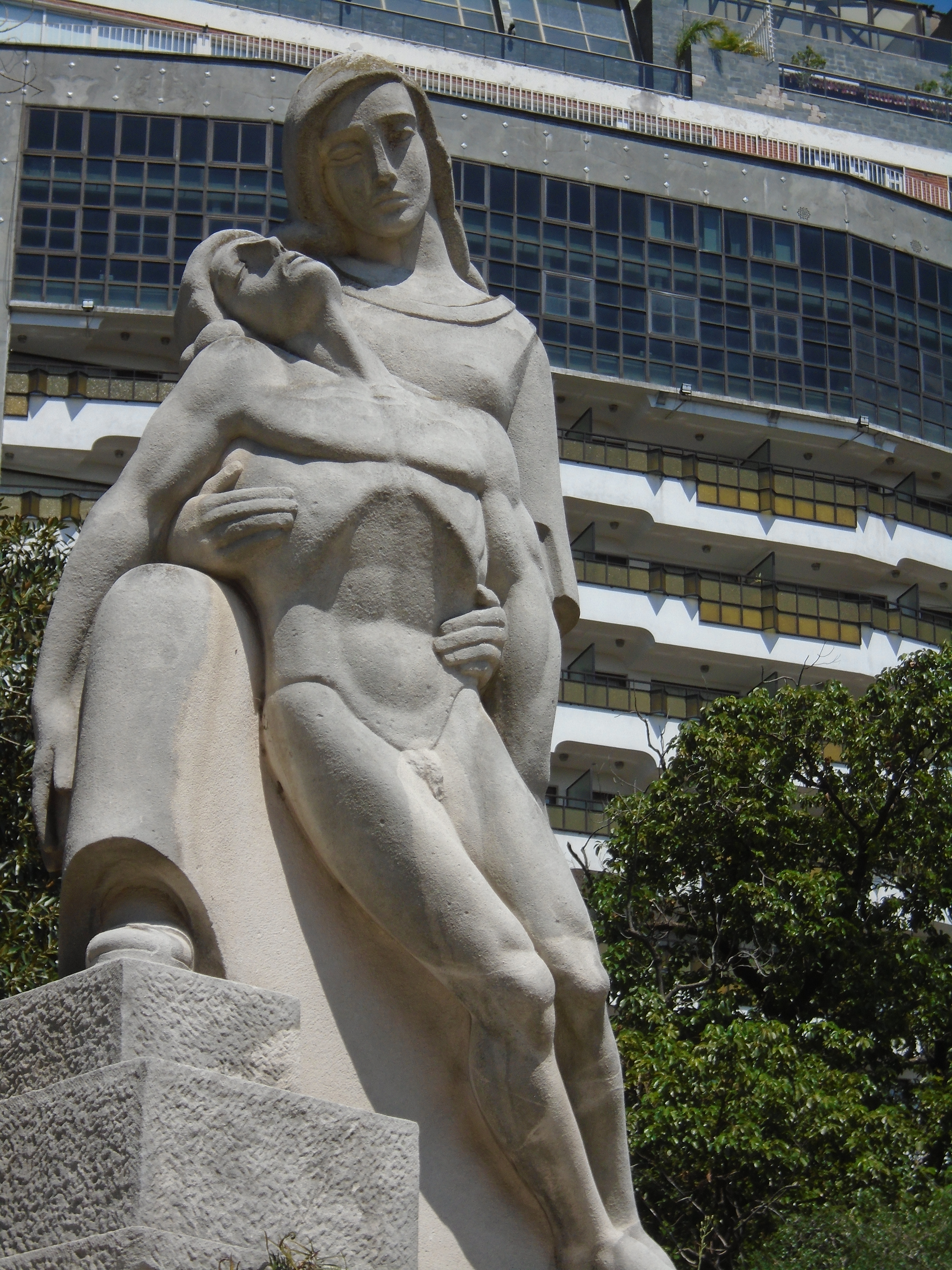
Monumento a los caídos el seis de septiembre de 1930 (c. 1934). Escultura en piedra.

Su obra abarca la escultura estatuaria y la ornamental, con diversos materiales: madera, bronce, mármol, yeso, piedra, con los que realizó retratos, cabezas, bustos, estatuas, frisos, marcos, platos y jarrones. La siguiente lista no es una enumeración exhaustiva de sus obras.
- 1913. Niño de la calle, escultura en madera. Colección Museo Nacional de Bellas Artes.
- c. 1920. El errabundo, escultura en bronce. Colección Museo Nacional de Bellas Artes.
- 1920. Mujer de pueblo, bajorrelieve en madera. Colección Museo[7]
- 1920. Luna nueva, escultura en bronce. Colección Museo de Artes Plásticas Eduardo Sívori.[8]
- 1921. Ilustración del libro Las acequias y otros poemas de Roberto Mariani.
- 1921. Pocho, escultura en bronce.
- c. 1921. Retrato del poeta Bufano, escultura en mármol. Colección del Museo Nacional de Arte Decorativo.[9]
- 1922. Busto de Julián Aguirre, en honor al compositor Julián Antonio Tomás Aguirre. Escultura en bronce, ubicada en el Rosedal de Palermo, Buenos Aires.[10]
- c. 1924. El amargado, escultura en bronce.
- 1924. Jacqueline, escultura en madera. Colección Museo de Artes Plásticas Eduardo Sívori.[8]
- 1925. La llamarada, escultura en mármol. Colección Museo de Artes Plásticas Eduardo Sívori.[11]
- 1925. Puerta cerrada, escultura en madera. Colección Museo de Artes Plásticas Eduardo Sívori.[8]
- 1925. Niño sereno, escultura en madera. Colección Museo Nacional de Bellas Artes.[12]
- c. 1925. Cabeza de niño, escultura en madera de cedro. Colección Museo Provincial de Bellas Artes Franklin Rawson.[12]
- 1928. El buey viejo, escultura en madera.
- 1928. La pobre madre, escultura en madera. Colección del Museo de Artistas Argentinos Benito Quinquela Martín.[13]
- 1928	El hombre del rascacielos, escultura en madera. Colección Museo de Artes Plásticas Eduardo Sívori.[8]
- 1929. Monumento al Plus Ultra, en homenaje al raid realizado por el hidroavión español Plus Ultra. Emplazado frente al muelle de la Reina, en Palos de la Frontera, Huelva, España, por donación del gobierno argentino.[14]
- c. 1931. Madre del pueblo, escultura en madera de vivaró. Colección Museo Nacional de Bellas Artes.[15]
- c. 1931. Monumento a Florencio Sánchez, en honor al escritor y dramaturgo Florencio Sánchez. Escultura en bronce ubicada en la plazoleta Dr. Alfredo Rivas, en avenida Chiclana y Esteban de Luca.
- c. 1934. Monumento a los caídos el seis de septiembre de 1930, referido a los eventos durante el Golpe de Estado en Argentina. Escultura en piedra, ubicada en la plaza Juan XXIII, barrio de la Recoleta, Buenos Aires.[16]
- 1938. Busto de Sarmiento, ubicado en el patio de homenajes de su casa natal.
- s/f. Retrato de Quinquela Martín, en honor a Benito Quinquela Martín. Busto en madera. Colección del Museo de Artistas Argentinos Benito Quinquela Martín.[13]
- s/f. Cabeza, escultura en bronce. Colección Archivo y Museo Históricos del Banco de la Provincia de Buenos Aires dr. Arturo Jauretche.[17]
- s/f. Cabeza de mujer, escultura en piedra. Colección Archivo y Museo Históricos del Banco de la Provincia de Buenos Aires dr. Arturo Jauretche.[17]
- s/f. El pintor José Arato, escultura en bronce.
- s/f. Las dos cargas, escultura en madera. Colección Museo de Artes Plásticas Eduardo Sívori.[8]
- s/f. Torso de mujer joven, escultura en mármol. Colección Museo de Artes Plásticas Eduardo Sívori.[8]
- s/f. Espera, escultura en yeso patinado. Colección Museo de Artes Plásticas Eduardo Sívori.[8]

## Premios
- 1920. Galería Costa, muestra individual, primer premio por la obra Errabundo.
- 1921. Salón Primavera, segundo premio nacional por la obra Retrato del poeta Bufano.[9]
- 1921. Salón Primavera, primer premio municipal por la obra Retrato del poeta Bufano.[9]
- 1922. Salón Primavera, primer premio nacional por la obra Pocho.[18]
- 1924. Salón Municipal, primer premio medalla de oro.
- 1925. Salón Municipal, primer premio medalla de oro.
- 1937. Exposición Internacional de París, medalla de plata por la obra El hombre del rascacielos.

## Publicaciones sobre el artista
- Pagano, José León (1943). Agustín Riganelli. Buenos Aires.
- Giménez, Clara (1981). Escultores Argentinos Del Siglo XX: Riganelli. Buenos Aires: Centro Editor De América Latina.